# Suzie Berton
Pour plus de détails, voir Fiche technique et Distribution.
Suzie Berton est un téléfilm français de Bernard Stora diffusé en 2004 sur France 3.

## Synopsis
Lorsqu'on a 67 ans, qu'on est une femme et qu'on tient un beau petit salon de coiffure dans une ville tranquille, il est vraiment désagréable d'être embarquée par deux policiers devant toute sa clientèle. Mais quand, peu après, quelqu'un vous met sous les yeux la photo d'un homme à demi carbonisé et vous accuse de l'avoir assassiné à coups de couteau avant de mettre le feu à son cadavre, il y a de quoi perdre la tête.
48 heures de garde à vue : c'est le délai dont dispose le commissaire Ferran pour lui arracher des aveux…

## Le sujet
La vie n’a pas ménagé Suzie Berton. Blindée contre le malheur, ambitieuse, dominatrice, elle résiste, elle se bat, elle attaque. Même et surtout si les apparences sont contre elle.
Car ce Marco, ce petit gigolo sans envergure dont la mort violente aura été la seule action d’éclat, c’est l’homme qu’elle a rencontré deux étés plus tôt à Arcachon, lors de ces étranges vacances où, sous un nom d’emprunt, elle se passe les fantaisies et les extravagances qu’elle s’interdit tout au long de l’année, commerce oblige. Mais quelle loi s’y oppose ? Et qui pourrait reprocher à une femme au bord de la vieillesse d’espérer une dernière fois rencontrer l’amour qu’elle n’a jamais connu ?
24 heures de garde à vue, 48 au maximum, c’est le délai dont dispose, face à elle, le commissaire Ferran pour lui arracher des aveux. Il sait que derrière le visage affable, les yeux candides, les cheveux argentés, la silhouette impeccable, se cache une femme de mystère et d’ombre. Mensonge, escroquerie, manipulation ont marqué une existence jalonnée de faillites, de morts violentes, de déménagements soudains, de petits expédients et de grandes manigances.
Dissimulatrice dans l’âme, sincère dans le mensonge, Suzie Berton se bat pied à pied. Au-delà de ce meurtre horrible, au-delà de sa culpabilité possible, se dessine l’image pathétique d’une femme vibrant d’un amour naïf et désespéré pour un homme plus jeune qui l’humilie avant de la trahir. Elle fascine jusqu'à l’envoûtement ce flic fragilisé par une rupture récente.
Intuitive, elle devine la faille et s’y engouffre. Elle inverse les rôles, elle le perturbe, il doute avant de se ressaisir.
Leur confrontation, cruelle, impitoyable, va susciter de nouveaux drames…

## Fiche technique
- Réalisation : Bernard Stora
- Scénario : Bernard Stora, Mathieu Fabiani
- Image : Gérard de Battista
- Son : Henri Morelle
- Décors : Jean-Pierre Bazerolle
- Montage : Julien Leloup
- Production : David Kodsi
- Société de production : Link's Production avec la participation de France 3
- Genre : Drame
- Pays :  France
- Durée : 135 min
- Numérique Haute Définition
- Dates de tournage : du 11 juin au 7 juillet 2003
- Lieux de tournage : Région Poitou-Charentes (Saintes, Port d'Envaux, Rochefort, La Rochelle)
- Date de diffusion : 1er mai 2004 sur France 3

## Distribution
- Line Renaud : Suzie Berton
- André Dussollier : Inspecteur Ferran
- Daniel Russo : Marco
- François Toumarkine : Jean-Jean
- Gérard Chaillou : Commissaire principal Peretti

## Distinctions
- Suzie Berton a obtenu cinq prix au Festival de Luchon 2004 :
  - Prix d’interprétation féminine pour Line Renaud
  - Prix d’interprétation masculine ex aequo pour Daniel Russo
  - Prix de la mise en scène pour Bernard Stora
  - Prix du meilleur scénario pour Bernard Stora et Mathieu Fabiani
  - Prix de la fiction de prestige.
- Suzie Berton a obtenu le Grand Prix du Festival de Cognac 2004

## Édition DVD
France Télévisions Distribution (FTD) 2005